# ماده دیراکی
مادهٔ دیراکی به ماده چگالی گفته می‌شود که بتوان آن را با معادلهٔ دیراک بیان کرد. هرچند معادله دیراک برای فرمیونها ساخته شده، شبه‌ذره‌های درون مادهٔ دیراکی می‌توانند هر آماری (آمار بوز انیشتین یا آمار فرمی دیراک) داشته باشند.

## آبشخور
1. ↑  Wehling, T.O; Black-Schaffer, A.M; Balatsky, A.V (2014). "Dirac materials". Advances in Physics. 63 (1): 1. arXiv:1405.5774. doi:10.1080/00018732.2014.927109.